# Средостение
Средосте́ние (лат. mediastinum) — комплекс органов, расположенных между правой и левой плевральными полостями. Средостение ограничено грудиной (спереди) и позвоночником (сзади). Органы средостения окружены жировой клетчаткой. По бокам от средостения расположены плевральные полости. Вверху средостение простирается до верхней апертуры грудной клетки, внизу — до диафрагмы. 

## Анатомия
Средостение для разных целей (описание локализации патологического процесса, планирование лучевой терапии или хирургического вмешательства) принято разделять на верхний и нижний этажи; передний, средний и задний отделы.

### Верхнее и нижнее средостение
К верхнему средостению относятся все анатомические структуры, лежащие выше верхнего края перикарда, — вилочковая железа (тимус) или замещающая её клетчатка, правая и левая плечеголовные вены, внеперикардиальная часть верхней полой вены, дуга аорты и отходящие от неё ветви, трахея, верхняя часть пищевода, грудной (лимфатический) проток, симпатические стволы, блуждающие нервы, диафрагмальные нервы, нервные сплетения органов и сосудов. Границами верхнего средостения являются верхняя апертура грудной клетки и линия, проведённая между углом грудины и межпозвонковым диском Th4—Th5 (4—5 грудные позвонки).
Нижнее средостение ограничено верхним краем перикарда и диафрагмой, в свою очередь делится на передний, средний и задний отделы.

### Нижнее средостение
В зависимости от целей, на переднее, среднее и заднее средостение разделяют или только нижний этаж, или всё средостение целиком.
Переднее средостение ограничивается грудиной спереди, перикардом и плечеголовными сосудами сзади. В переднем средостении располагаются тимус, передние медиастинальные лимфатические узлы и внутренние грудные артерии и вены.
Среднее (центральное) средостение содержит сердце, восходящий отдел аорты и дугу аорты, верхнюю и нижнюю полые вены; плечеголовные сосуды; диафрагмальные нервы; трахею, главные бронхи и их регионарные лимфоузлы; легочные артерии и легочные вены.
Передней границей заднего средостения являются перикард и трахея, задней — позвоночник. В заднем средостении расположены грудная часть нисходящей аорты, пищевод, блуждающие нервы, грудной лимфатический проток, непарная и полунепарная вены, задние медиастинальные лимфатические узлы.

## Изображения
- Верхнее и нижнее средостение
- Органы средостения
- Лёгкие и средостение